# لوكاس كامبانا
لوكاس كامبانا (بالإسبانية: Lucas Campana)‏ هو لاعب كرة قدم أرجنتيني، ولد في 3 مارس 1993 في بوينس آيرس في الأرجنتين. لعب مع هوراكان.

## وصلات خارجية
- لوكاس كامبانا على موقع قاعدة بيانات كرة القدم.إي يو (الإنجليزية)
- لوكاس كامبانا على موقع Soccerway.com (الإنجليزية)
- لوكاس كامبانا على موقع AS.com (الإسبانية)